# Sintel

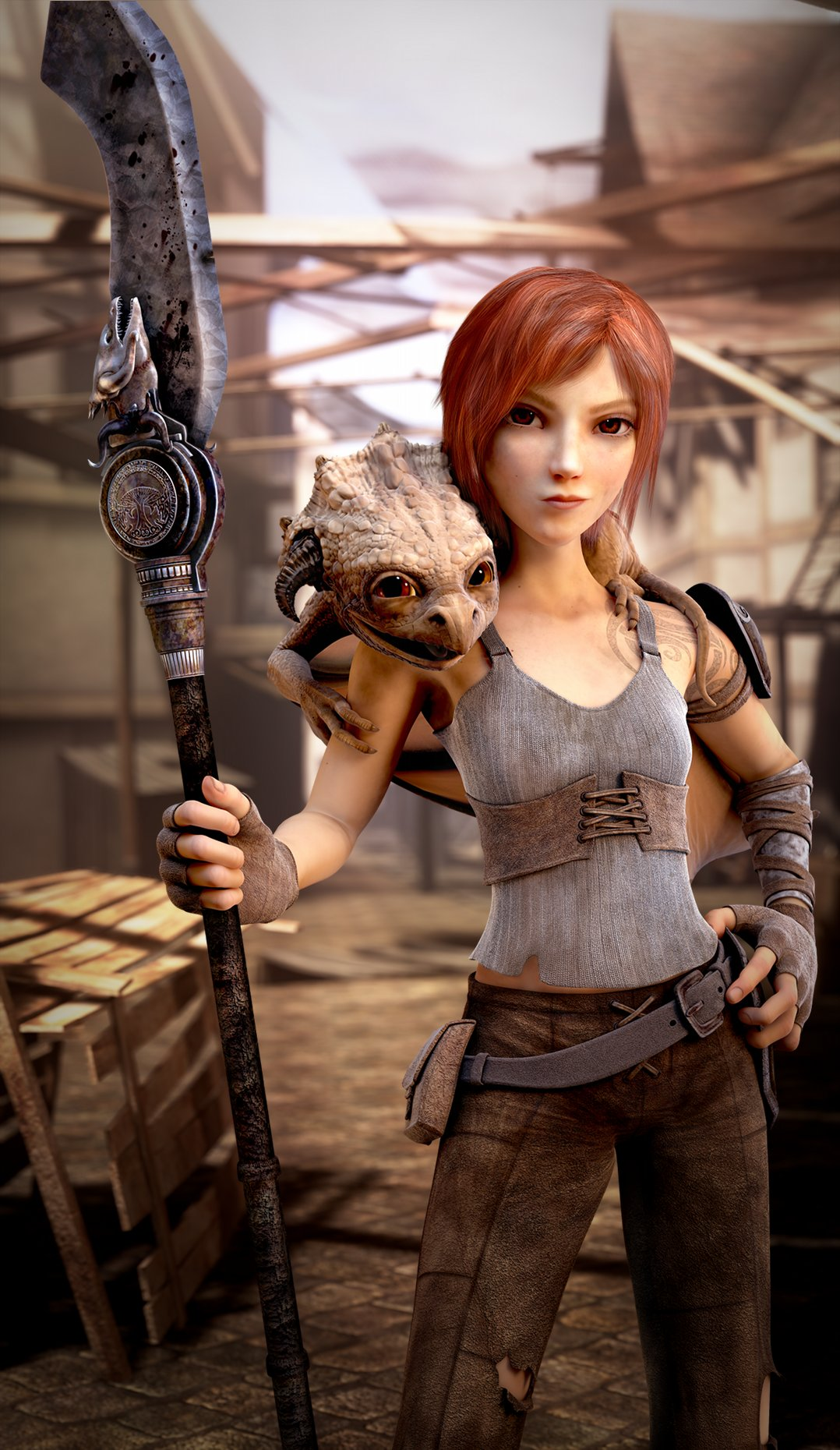
Sintel-Coverbild für ein 3D-Magazin

Sintel ist ein computergenerierter Kurzfilm der Blender Foundation. Das Filmprojekt, dessen Arbeitsname Durian war, wurde durch die Blender Foundation finanziert und diente der Weiterentwicklung und Erprobung freier Software, insbesondere der 3D-Grafiksoftware Blender. Die Premiere des Films fand am 27. September 2010 auf dem Niederländischen Filmfestival statt. Außerdem war Sintel auf der SIGGRAPH Asien 2010 zu sehen. Im Internet wurde der Film am 30. September 2010 auf der Projekthomepage veröffentlicht. Der Name Sintel leitet sich vom niederländischen Wort „sintel“ ab und bedeutet wörtlich Schlacke. In einer englischen Erklärung wird die Bedeutung „Glut“ nahegelegt.

## Handlung
Der Kurzfilm beginnt mit dem Angriff eines Räubers auf die junge Protagonistin Sintel in einer eisig verschneiten Bergregion. Trotz ihrer offensichtlichen körperlichen Unterlegenheit kann sie den Gegner mit dessen eigener Lanze niederstrecken, die sie daraufhin mitnimmt, bricht jedoch vor Erschöpfung nach wenigen Schritten zusammen, als sie versucht, ihre Reise fortzusetzen.
Als sie wieder zu sich kommt, findet sie sich in der Hütte eines alten Schamanen wieder, der sie nach ihren Beweggründen zu einer Reise durch dieses gefährliche Gebiet fragt. Sintel erzählt ihm daraufhin ihre Lebensgeschichte, die damit beginnt, dass sie bereits als Kind auf sich allein gestellt ist und sich als Diebin in ihrer Heimatstadt durchschlägt. Eines Tages wird sie dabei auf einen kleinen, am Flügel verwundeten Drachen aufmerksam, den sie bei sich aufnimmt. Sie gibt ihm den Namen Scales und beide entwickeln mit der Zeit eine enge Freundschaft zueinander. Eines Tages, als sie sich zusammen mit Scales bei einer Jagd nach einem Huhn befindet, erlernt der kleine Drache das Fliegen. Überglücklich verfolgt er in Begleitung von Sintel einen Vogelschwarm zu einer hoch über der Stadt gelegenen Ruine. Doch ihr Glück währt nicht lange, denn ein ausgewachsener Drache packt Scales und nimmt ihn mit sich, während Sintel nichts dagegen unternehmen kann. Von da an begibt sie sich auf eine lange Reise, an deren Ende der Überfall durch den Drachentöter steht und daraufhin die Rettung durch den Schamanen.
Da sie auf den Schamanen mutlos wirkt, berichtet ihr dieser, dass die Klinge, die sie dem Räuber abnahm, eine Lanze zum Töten von Drachen und sie somit ihrem Ziel näher als geahnt sei. So begibt sie sich weiter auf die Suche nach ihrem Freund und gelangt schließlich zu einer Höhle. In dieser befindet sich ein ausgewachsener Drache, an dem sie sich vorbei schleicht, um einen kleinen Drachen, den sie für Scales hält, wieder an sich zu nehmen. Jedoch schreit der kleine Drache in ihrer Gegenwart laut und zieht dadurch die Aufmerksamkeit des ausgewachsenen auf sich. Es kommt zu einem Kampf zwischen ihr und dem weit überlegenen Drachen, bei dem er sie zu töten versucht. Vor dem letzten vernichtenden Schlag hält er jedoch einen Moment inne und beschnüffelt sie. Dieses Zögern nutzt Sintel aus, um ihm mit ihrem Speer einen tödlichen Stich in die Brust zu verpassen. Als der Drache zu Boden geht und keine Anstalten macht, sich weiter zu wehren, bemerkt Sintel an einer vertrauten Narbe am Flügel des Drachen, dass es sich bei ihm um den mittlerweile ausgewachsenen Scales handelt, der kurz darauf stirbt. In diesem Augenblick wird Sintel bewusst, wie viel Zeit tatsächlich seit ihrem Aufbruch zur Suche nach Scales vergangen ist. Sichtlich gealtert und ihres Lebensinhalts beraubt flüchtet sie aus der einstürzenden Höhle. In der Abschlussszene legt Sintel ihre Ausrüstung ab und geht verzweifelt und ohne jeden Lebensmut wankend dem Horizont entgegen, wird aber unbemerkt von dem kleinen Drachen verfolgt, der den Einsturz der Höhle überlebt hat.

## Konzept des Films
Vorgaben an den Inhalt waren von Anfang an eine weibliche Hauptfigur und eine actionreiche, emotionale und epische Geschichte. Ziel war es, optisch mit Hollywood-Animationsfilmen mithalten zu können und eindrucksvolle Bilder in 4k-Bildauflösung und mit einem entsprechend hohen Detailgrad zu liefern. Damit sollte der Film mehr als die bisherigen Produktionen der Blender Foundation ein breites Publikum aus Jugendlichen und Heranwachsenden ansprechen.

### Ziele
Primäre Ziele des Filmprojektes waren die Förderung der Software Blender durch die mit dem Film verbundene Öffentlichkeitswirkung, durch neue aus dem Projekt resultierende Lernmaterialien und durch eine technische Weiterentwicklung. Diese konzentrierte sich in erster Linie auf die folgenden Bereiche:
- hochaufgelöstes Modellieren, Sculpten[5] und Rendern
- Simulation von Feuer, Rauch und Explosionen[6] und Rendern der Ergebnisse als volumetrische Objekte[7]
- Compositing auflösungsunabhängig gestalten (Ziel: Nachbearbeitung von 4K-Renderings)
- Massensimulationen
- Bibliothekssystem zur Verwaltung größerer Projekte verbessern
- Die Blender 2.5x-Serie bereit zur produktiven Arbeit machen

Günstig für die Weiterentwicklung war die direkte Zusammenarbeit von Künstlern und Programmierern in einem Team, die dafür sorgte, dass Programmierer einen guten Einblick in die Bedürfnisse der Nutzer bekamen.

### Finanzierung
Der Film wurde wie die bisherigen Projekte der Blender Foundation aus vielen unterschiedlichen Quellen finanziert. Dazu gehörte traditionell der Vorverkauf von DVDs des Films mit einer großen Menge an Zusatzmaterial, wobei als Anreiz für den Kauf jedem Käufer eine Namensnennung im Abspann des Filmes zugesagt wurde. Außerdem wurden Sponsoren an der Finanzierung beteiligt. Organisationen, die das Projekt außerhalb des Sponsorenrahmens finanziell unterstützt haben, sind die Blender Foundation selbst, der Niederländische Filmfonds und Cinegrid Amsterdam. So kam ein Budget von fast 400.000 Euro zusammen, das ein deutlich größeres Team als bei bisherigen Projekten ermöglichte.

## Produktion
Der Film wurde nach einem Konzept von Martin Lodewijk und einem Drehbuch von Esther Wouda unter der Regie von Colin Levy produziert. Künstlerischer Leiter war David Revoy und die Charaktermodellierung stammt von Angela Guenette. Die 3D-Grafik wurde mit Blender erstellt, animiert und gerendert. Dabei kam die Entwicklerversion 2.5 zum Einsatz, zu der Brecht van Lommel die nötigen Änderungen an der noch nicht ganz ausgereiften Software vornahm. Die Musik komponierte Jan Morgenstern. Halina Reijn lieh Sintel die Stimme, Thom Hoffman dem Schamanen.

## Auszeichnungen
- Jan Morgenstern: Einen Jerry Goldsmith Preis (International Film Music Festival) für den Titelsong[9] und
- Jan Morgenstern: Einen Jerry Goldsmith Preis für den Creditsong „I Move On (Sintel’s Song)“, gesungen von Helena Fix[9]

## Sintel The Game
Eine vom Blender Institute unabhängige Gruppe versuchte, ein Spiel zum Film unter dem Namen „Sintel The Game“ zu entwickeln. Die Entwicklung gelangte nicht über ein frühes Alpha-Stadium hinaus. Die Grafikelemente sind ebenfalls unter Creative Commons Attribution Lizenz freigegeben, der in Python geschriebene Code ist GNU GPL lizenziert.

## Andere Projekte der Blender Foundation
Durian ist das vierte Projekt der Blender Foundation. Insgesamt wurden bisher (Dezember 2012) vier Kurzfilme sowie ein Computerspiel produziert. Siehe dazu:
| Erscheinungsjahr | Projektname | Titel           | Medium |
| ---------------- | ----------- | --------------- | ------ |
| 2006             | Orange      | Elephants Dream | Film   |
| 2008             | Peach       | Big Buck Bunny  | Film   |
| 2008             | Apricot     | Yo Frankie      | Spiel  |
| 2010             | Durian      | Sintel          | Film   |
| 2012             | Mango       | Tears of Steel  | Film   |